# 蓮興寺 (沼津市)
蓮興寺（れんこうじ）は、静岡県沼津市に所在する日蓮正宗の寺院。山号は妙法山（みょうほうさん）。

## 起源と歴史
- 1292年（正応5年） - 建立される。開基は日蓮正宗大石寺第2祖日興。
  - 地元の領主井出氏により江戸時代初期に整備され、1652年には第20世日典により曼荼羅が授与される。
- 1992年（平成4年） - 創立700年法要が行われる。

## 所在地
- 静岡県沼津市井出826番地

## 寺院周辺
- 沼津市立浮島中学校
- 沼津市役所浮島市民窓口事務所

## 交通アクセス
- JR東海道線原駅から車で10分
- 富士急シティバス758・815・838根方線、沼津市コミュニティバスミューバス原・浮島線「西井出」停留所から徒歩約8分。